# Pseudeuclea roseolata
Pseudeuclea roseolata är en skalbaggsart som beskrevs av Stefan von Breuning 1961. Pseudeuclea roseolata ingår i släktet Pseudeuclea och familjen långhorningar. Inga underarter finns listade i Catalogue of Life.